# Frederik Lange
Frederik Lange (1871-1941) est un peintre danois. Il se spécialise d'abord dans les portraits mais à la fin de sa vie, après s'être installé à Skagen, il se tourne vers les paysages, représentant souvent des dunes sous la lumière du soir.

## Enfance

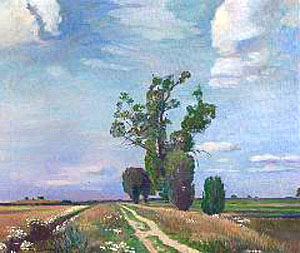
Frederik Lange : Route vers Skagen (1932)

Né à Frederiksberg, Lange est le fils de l'historien de l'art Julius Henrik Lange. Il commence à s’intéresser à la peinture jeune, et étudie à l'Académie royale des beaux-arts du Danemark de 1893 à 1896 puis au Kunstnernes Frie Studieskoler (en) où il a comme professeur P.S. Krøyer.

## Carrière
Lange développe un style réaliste qui peut être considéré comme modéré pour cette période. Il peint tout au long de sa vie des paysages, des natures mortes et surtout des portraits qui montrent de l'énergie, de la précision et du caractère. Ses paysages représentent des scènes de Petit Belt, d'Odsherred et de Skagen dont il devient un résident permanent en 1924. Il s'y fait comme amis les anciens membres des Peintres de Skagen, dont certains avaient eu son père comme professeur. Il s'installe à Skagen Vesterby à proximité des landes tentaculaire où il peint et chasse, souvent en compagnie de Christian X. Après une dépression nerveuse en 1931, il devient plus retiré. Ses dernières années il préfère peindre en plein air, se tournant vers les paysages plutôt que vers les portraits. Certaines de ses œuvres les plus notables sont des tableaux de dune sous la lumière du soir.